# Transelectrica
Compania Nationala de Transport al Energiei Electrice Transelectrica S.A. ist ein im Jahr 2000 gegründetes und zu 58,688 Prozent (Stand: Ende 2014) staatseigenes rumänisches Energieunternehmen mit Firmensitz in Bukarest, das vom rumänischen Ministerium für Wirtschaft und Finanzen kontrolliert und geführt wird und Rumänien mit Strom beliefert. Das Unternehmen ist seit 26. August 2006 an der Bukarester Börse gelistet und Mitglied im Aktienindex BET-20.
Geleitet wurde das Unternehmen bis 2011 von Stelian Gal; seit dem 11. Mai 2014 ist Ion-Toni Teau leitender Direktor des Unternehmens. 2.156 Mitarbeiter waren 2005 im Unternehmen beschäftigt.
Transelectrica ist das erste im Rahmen des Regierungsprogrammes A Powerful Market privatisierte Staatsunternehmen. Die rumänische Regierung plant einige staatseigene Unternehmen auf den Kapitalmarkt zu bringen.